# Festuca scariosa
Festuca scariosa là một loài thực vật có hoa trong họ Hòa thảo. Loài này được (Lag.) Pau mô tả khoa học đầu tiên năm 1922.